# Освальдо Ектор Крус
Освальдо Ектор Крус (ісп. Osvaldo Héctor Cruz, 29 травня 1931, Авельянеда — 20 березня 2023) — аргентинський футболіст, що грав на позиції флангового півзахисника.
Виступав, зокрема, за клуб «Індепендьєнте» (Авельянеда), з яким став чемпіоном Аргентини, а також національну збірну Аргентини. У складі збірної — дворазовий переможець чемпіонату Південної Америки та учасник чемпіонату світу.

## Клубна кар'єра

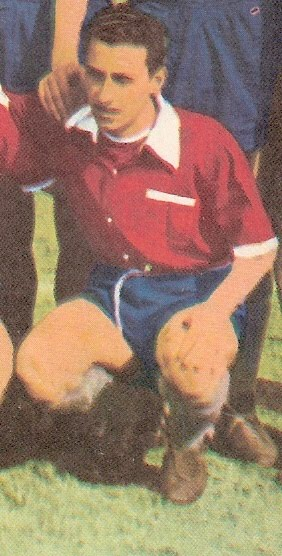
Освальдо Крус у формі «Індепендьєнте».

У дорослому футболі дебютував 1951 року виступами за команду «Індепендьєнте» (Авельянеда), в якій провів дев'ять сезонів. Після виграшу чемпіонату Аргентини 1960 року перейшов до бразильського «Палмейраса», в його складі він виграв кубок Бразилії в тому ж році, а 1961 року повернувся у «Індепендьєнте».
Завершив ігрову кар'єру у чилійській команді «Уніон Еспаньйола», за яку виступав протягом 1962—1964 років.

## Виступи за збірну
1953 року дебютував в офіційних матчах у складі національної збірної Аргентини.
У складі збірної був учасником чемпіонату Південної Америки 1955 року у Чилі, здобувши того року титул континентального чемпіона. Крус зіграв у трьох іграх — проти Парагваю, Еквадору та Перу. Згодом взяв участь і у чемпіонаті Південної Америки 1957 року у Перу, знову вигравши трофей, зігравши у всіх шести матчах — проти Колумбії (забив гол), Еквадору, Уругваю, Чилі, Бразилії (забив гол) та Перу.
Наступного року поїхав з командою на чемпіонат світу 1958 року у Швеції, де зіграв у двох матчах — з Німеччиною та Чехословаччиною., але команда не подолала груповий етап.
Протягом кар'єри у національній команді, яка тривала 6 років, провів у її формі 21 матч, забивши 3 голи.

## Титули і досягнення
- Чемпіон Аргентини (1):

«Індепендьєнте»: 1960
- Володар Кубка Бразилії (1):

«Палмейрас»: 1960
- Переможець чемпіонату Південної Америки (2):

Аргентина: 1955, 1957